# Jakob und Wilhelm Scheiner

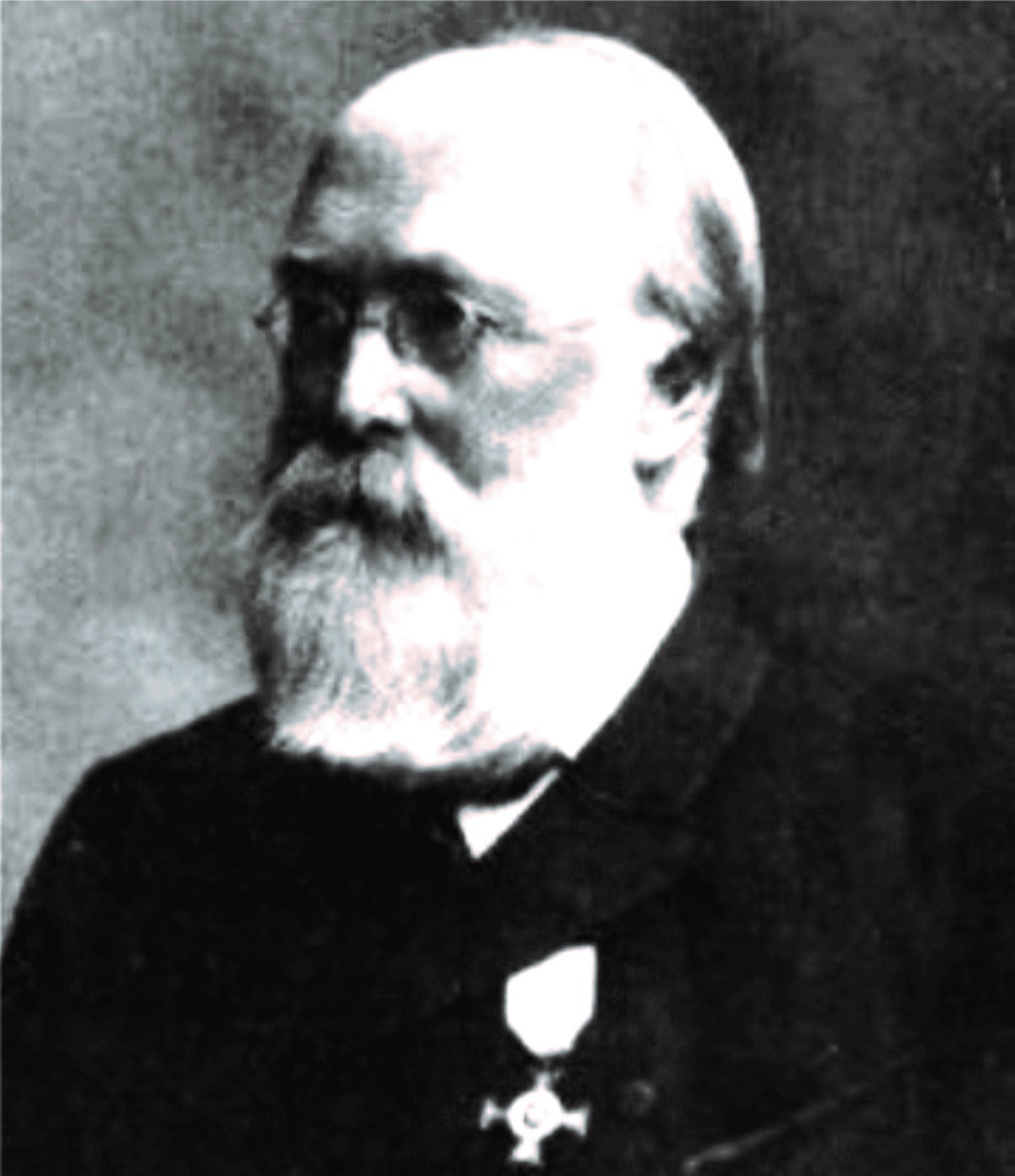
Jakob Scheiner

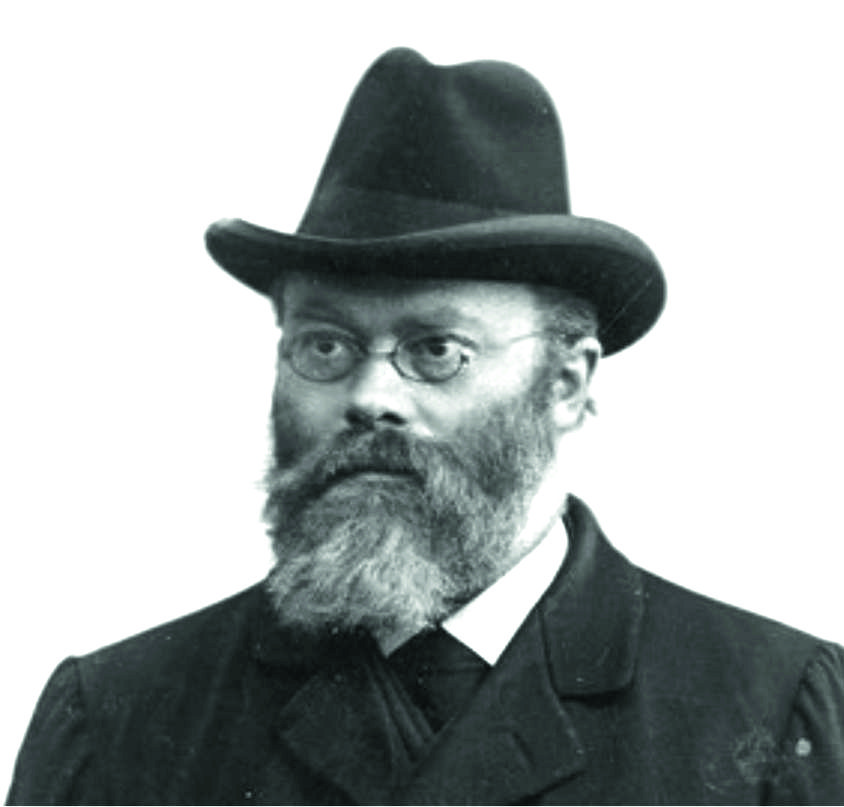
Wilhelm Scheiner

Jakob Scheiner (* 22. Februar 1820 in Sohlbach (Siegen); † 8. Dezember 1911 in Potsdam) und sein Sohn Wilhelm Scheiner (* 2. Juli 1852 in Siegen; † 6. November 1922 in Köln-Deutz) waren deutsche Kunstmaler. Beide Maler haben die Entwicklung der Stadt Köln um die Jahrhundertwende in Bildern und Fotoaufnahmen dokumentiert.

## Jakob Scheiner

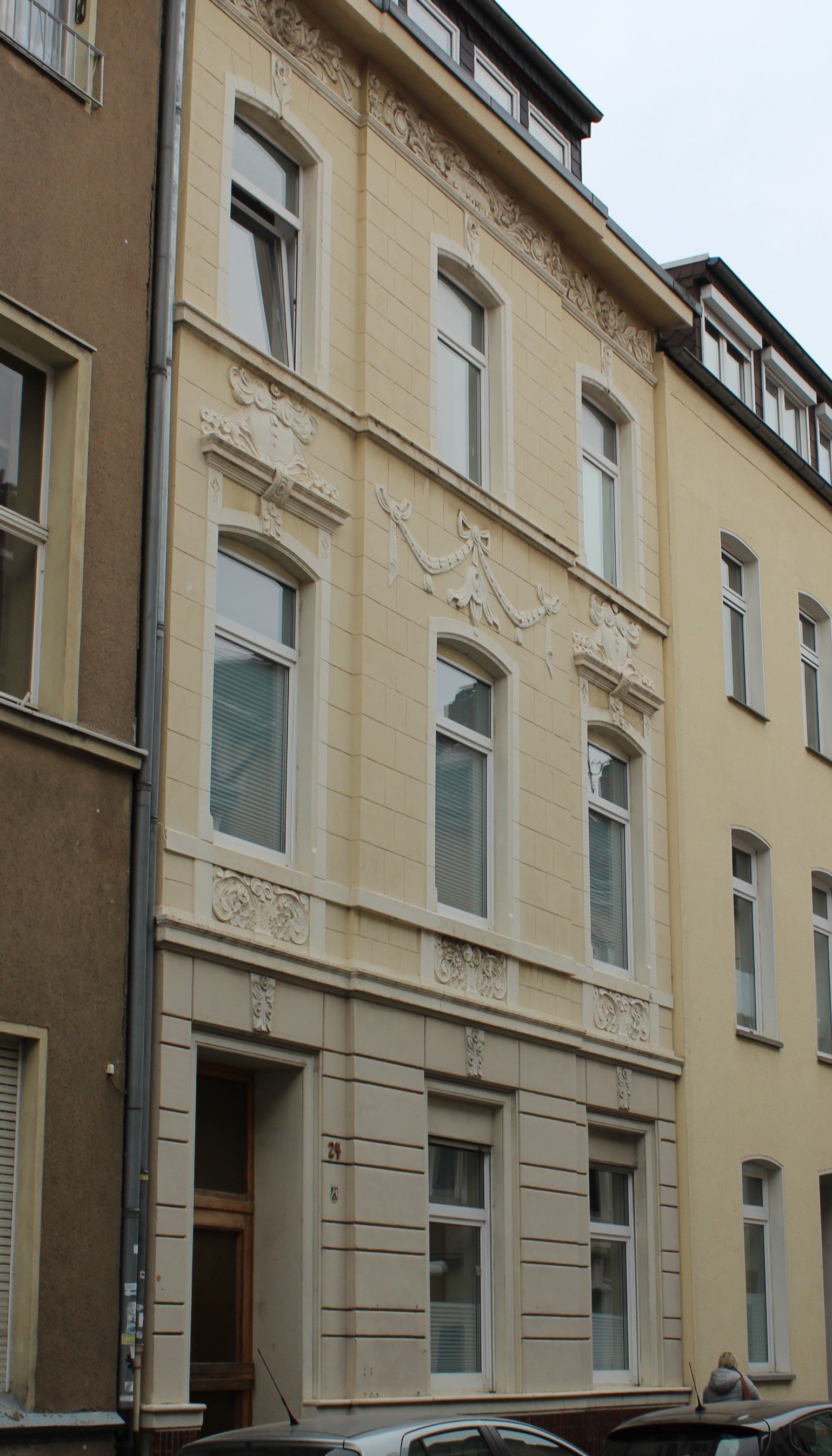
Atelier, Adolphstraße in Köln-Deutz

Jakob Scheiner wurde 1820 in Sohlbach bei Siegen geboren, wuchs in Kreuztal-Ferndorf auf und begann seine künstlerische Ausbildung als Autodidakt und in privatem Unterricht. Von 1835 bis 1838 arbeitete er als Zeichner im Vermessungsbüro des Katasteramtes, nahm 1840 eine Stellung als Lithograph in Siegen an und ging später für einige Zeit nach Berlin und Kopenhagen. 1845 gründete er die Lithografische Anstalt J. Scheiner & Co. in Siegen, die er 1854 wieder aufgab. Im selben Jahr zog er nach Köln, wo er zwei Jahre später eine Anstellung bei der Köln-Mindener Eisenbahn-Gesellschaft fand. 1872 machte er sich als freischaffender Künstler selbständig.
Später arbeitete er gemeinsam mit seinem Sohn Wilhelm als Maler in Köln-Deutz. Ohne spezifische künstlerische Ausbildung entwickelte er sich vom Technischen Zeichner und Grafiker zu einem bekannten Maler, dessen Werke auch auf Weltausstellungen in Paris und Wien gezeigt wurden. Jakob Scheiner starb 1911 in Potsdam.

## Wilhelm Scheiner
Wilhelm Scheiner wurde 1852 in Siegen geboren. Er schloss 1870 seine höhere Schulbildung mit dem Reifezeugnis in der Realschule Kölner Kreuzgasse ab, besuchte anschließend das Polytechnikum in Aachen, um Maschinenbau zu studieren, wechselte aber nach zwei Semestern zur Chemie und Hüttenkunde. Nach dem Studium arbeitete er bis 1881 in unterschiedlichen Hüttenbetrieben. Aus gesundheitlichen Gründen gab er seinen Beruf auf und zog zu seinen Eltern nach Köln.
Er trat als Dreißigjähriger beim Vater in die Lehre, wurde dort Partner seines freischaffenden Vaters und widmete sich der darstellenden Kunst und der Architektur und Stadtfotografie. Im Gegensatz zu Jakob Scheiner, der sich seinen Bildern mehr zeichnerisch näherte, führte Wilhelm Scheiner die Fotografie ein, die er als Vorlagen für seine Bilder nutzte. Im Atelier erfolgte die fotografische Projektion mit Hilfe eines selbst konstruierten Vergrößerungsapparates auf Leinwand bzw. Aquarellkarton, auf dem er anschließend die Konturen mit dem Bleistift fixierte. Es sind von ihm zahlreiche zeitgenössische Fotografien der Stadt Köln erhalten.
Wilhelm Scheiner war wenig gesellig und wirkte eigenbrötlerisch, blieb unverheiratet und lebte nach dem Tod des Vaters allein in der elterlichen Wohnung in Deutz, wo er 1922 starb.

## Das Haus der Künstler in Deutz
Das denkmalgeschützte Haus befindet sich in der Adolphstraße 24 in Köln-Deutz. Von der Öffentlichkeit heutzutage kaum mehr wahrgenommen, war dort von 1872 an im ersten Stock des Hauses das Atelier des Stadt-, Landschafts- und Architekturmalers Jakob Scheiner, der ab 1883 zusammen mit seinem Sohn Wilhelm eine Ateliergemeinschaft bildete. Zur Erinnerung an die beiden Maler wurde 2018 am Haus vom Deutzer Verein „deutzkultur e. V.“ eine Gedenktafel angebracht.

## Die bildnerische Tätigkeit

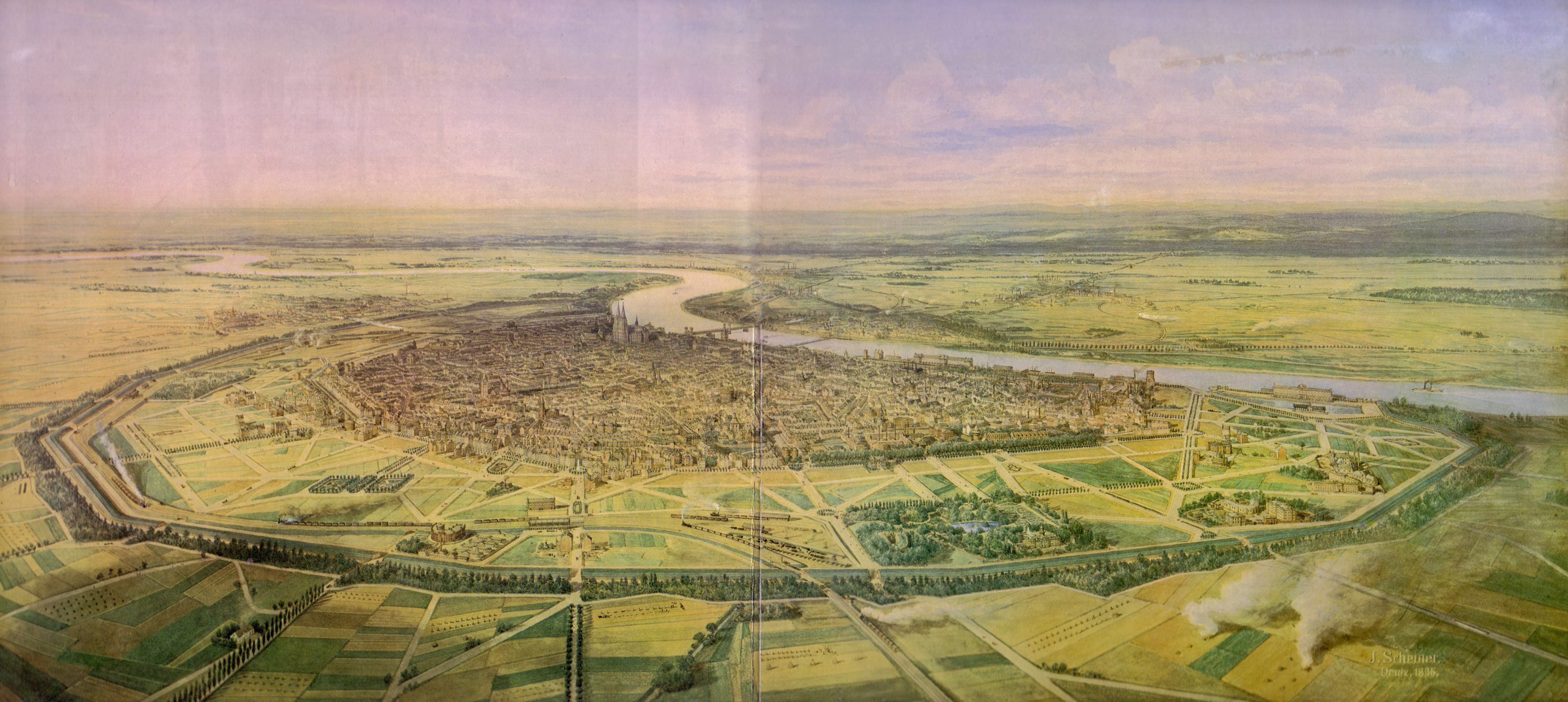
Jakob Scheiner, Vogelschaubild von 1886

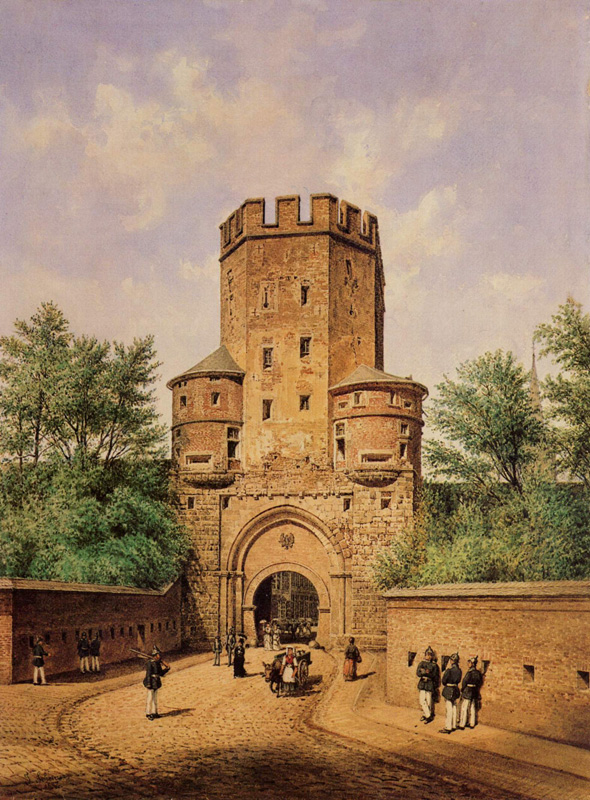
Jakob Scheiner, Köln Severinstor Feldseite, 1877

Beide waren sogenannte Auftragskünstler, die für Interessenten bildnerische Erzeugnisse in enger Absprache anfertigten. Angeboten wurden neben perspektivischer bildlicher Darstellungen Projekte aller Art in verschiedenen Ansichten, Illustrationen, Städteansichten, Diplome usw. Alle Darstellungen wurden in unterschiedlichen Techniken, in Farbe, Wasser- oder Ölfarben und Sepia und verschiedenen Größen hergestellt. Ihre künstlerischen Tätigkeitsfelder lagen zuerst in Siegen und der Region, später im Raum Köln.
Anregungen und Motive für ihre bildnerischen Werke suchten die beiden Maler vor allem in der Kölner Innenstadt, den Vororten, an der Stadtmauer, am Hafen, an Verkehrswegen und Industrieanlagen, die einen Einblick in das Stadtbild Kölns des 19. Jh. geben. Die Bilder aus ihrer Produktion wurden geschätzt und fanden leicht Käufer. Sogar der Kaiser gehörte zu den Bewunderern, entsprechend wurde Jakob Scheiner mit Orden und Ausstellungen ausgezeichnet.

### Die Kölner Vogelschaubilder
Die Kölner Vogelschaubilder von 1886 und 1896 zählen zu den hervorragendsten Werken von Jakob Scheiner und zeigen die wichtigsten Entwicklungen der Stadt Köln am Ende des 19. Jh. Auf dem großen Kölner Panoramabild von 1886 – früher im Kölnischen Stadtmuseum zu sehen – kann man erkennen, wie die Stadt ihre Grenzen sprengt und sich auf das Doppelte vergrößert. Die Stadtansicht von Jakob Scheiner zeigt Köln 1886 von Südwesten aus und ist für ein Aquarell mit den Größen 107 × 208 cm recht groß. Es ist 1866 im städtischen Auftrag entstanden und hält die frühe Phase der Stadterweiterung und Neustadtanlage unter dem Stadtplaner H. J. Stübben fest. Das Bild zeigt neben dem tatsächlichen Bestand auch Projekte, die zum Teil nicht ausgeführt wurden. An diesem Schaubild hat Jakob Scheiner sehr lange gearbeitet. Grundrisspläne der Stadt, auf denen die Gebäudeaufrisse projektiert wurden, dienten als Grundlagen. Förderlich für diese Arbeit waren die Kartographie-Kenntnisse Jakob Scheiners aus früheren Tätigkeiten.
Das Vogelschaubild 1896 ist quasi das Gegenstück zum Bild von 1886. Im gleichen Format wie das frühere Werk zeigt es genau 10 Jahre später die gleiche Perspektive auf Köln. Man sieht, wie die Bebauung des Bereiches Neustadt inzwischen sehr fortgeschritten ist und die Vororte, vor allem das Kalker Industriegebiet, sich verbreitern. Der Thürmchenshafen verschwindet, und im Rheinauhafen kann man inzwischen mehrere Lagerhäuser sehen. Die neuen Hafenanlagen und die neue Schiffsbrücke von Mülheim sind bereits eingezeichnet. Außerdem beobachtet man lebhaften Verkehr auf dem Rhein. Dieses Bild wirkt etwas strenger als das vorherige und man vermutet, dass der Sohn Wilhelm Scheiner, der eine etwas technischere Malweise bevorzugte, mitgearbeitet hat.

### Rheinpanoramen vor und nach 1900

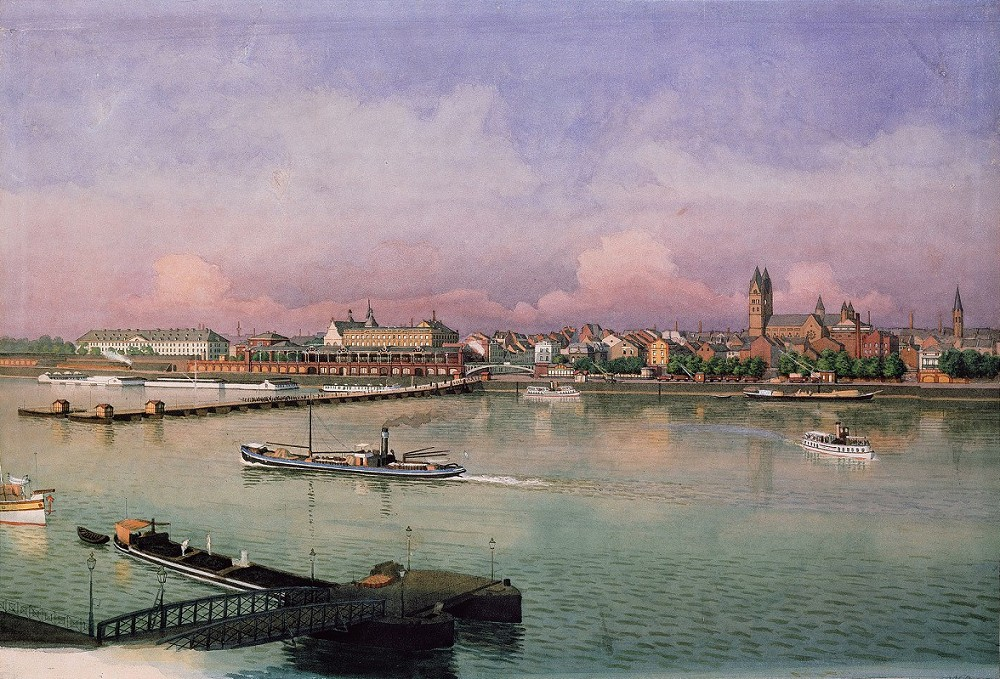
Wilhelm Scheiner, Panorama Deutz um 1900

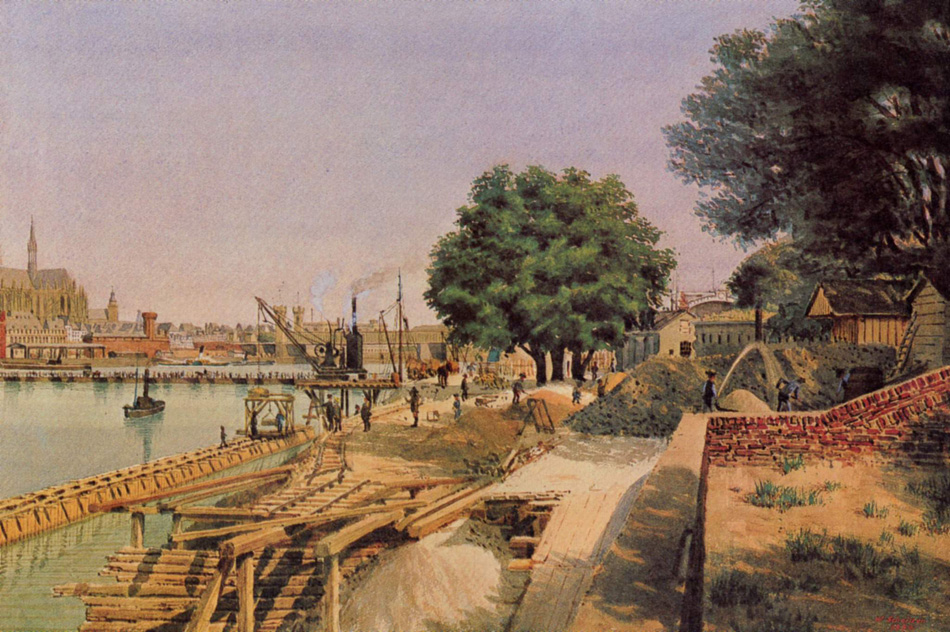
Wilhelm Scheiner, Bau der Eisenbahnanlagen, Deutzer Ufer, 1884

Da die beiden Maler in Köln-Deutz wohnten und arbeiteten, war es für sie selbstverständlich, auch diesen Stadtteil in ihre künstlerische Tätigkeit einzubeziehen. Dabei sind mehrere Rheinpanoramen aus verschiedenen Zeitepochen entstanden, die die Veränderungen des Deutzer Stadtbildes zeigen. Ein 1895 gemaltes Rheinpanorama zeigt eine präzise Abbildung des Deutzer Ufers im Zustand von 1882, bevor dort die Bahngleise, die Bahnbrücke und der Bahnhof der Bergisch-Märkischen Eisenbahn-Gesellschaft angelegt wurden.
Ein ähnliches Panorama von Wilhelm Scheiner, um 1900 entstanden, zeigt den Blick vom Kölner Ufer auf die Schiffsbrücke und das Deutzer Ufer. Man sieht rechts die neoromanische Kirche Neu St. Heribert (1891–1896), die zum Zeitpunkt der Entstehung des Aquarells gerade erst vollendet worden war. Für den Schiffsverkehr wurde die Deutzer Schiffsbrücke von 1822 gerade geöffnet, darüber kommt der Querriegel des Bahnhofs der Bergisch-Märkischen Eisenbahn ins Blickfeld, der den Stadtteil Deutz vom Rheinufer regelrecht abschneidet. Der langgestreckte Bau der Deutzer Kavallerie-Kaserne bildet links das Ende des Panoramaausschnitts.
Weitere Anregungen für ihre Bilder fanden die beiden Maler in folgenden Motiven: Ausbau des Deutzer Hafens, Abbruch des Gasthauses Prinz Carl, Bauarbeiten der Eisenbahn-Anlagen am Rheinufer, Bahnhof „Schiffsbrücke“ der Bergisch-Märkischen Eisenbahn, Deutzer Kirmes und Deutzer Großunternehmen.

## Künstlerischer Stil und Wirken
Jakob und Wilhelm Scheiner unterscheiden sich kaum in ihrem Malstil. Während Jakob Scheiner eine eher leichtere Manier bevorzugte, wirken die Bilder seines Sohnes etwas kühler. Vielleicht liegt das unter anderem daran, dass Jakob Scheiner seine Bilder frei vorskizzierte, Wilhelm Scheiner aber gern Fotos als Grundlage für seine Werke nahm. Bevorzugt wurde von beiden Malern die Technik des Aquarells. Sie nutzten aber auch modernere Techniken der dokumentarischen Bildkunst, so Jakob Scheiner die Lithographie und Holzstichillustrationen für Zeitungen und Wilhelm Scheiner die Fotografie. Die Bilder zeichnen sich durch Detailgetreue und präzise Darstellung der Sujets aus.
Jakob und Wilhelm Scheiner werden als herausragende Bildchronisten der Umbruchzeit des 19. zum 20. Jahrhunderts gesehen, die einerseits das Ende des mittelalterlichen Gepräges der Stadt Köln bedeutete, andererseits den Weg zur modernen Großstadt eröffnete.

## Ausstellungen
- 1867: Paris, Weltausstellung, Jakob Scheiner
- 1873: Wien, Weltausstellung, Jakob Scheiner
- 1923: Kölner Kunstgewerbe-Museum, große Gedächtnisausstellung von Jakob und Wilhelm Scheiner
- 1978: Kölnisches Stadtmuseum, Jakob und Wilhelm Scheiner, Bilder zur Kölner Stadtentwicklung zwischen 1872 und 1922
- 2015: Kölnisches Stadtmuseum, Wilhelm Scheiner als Fotograf, Köln ungeschönt
- 2018: Deutzer Bürgerzentrum, ausgewählte Deutzer Motive, Jakob und Wilhelm Scheiner